# Меланом шаренице
Меланом шаренице или меланом ириса један је од меланома увее (најчешће примарног интраокуларног тумора код одраслих (2-5%), који чини само 3%-10% свих увеалних меланома, са  нциденцијом која варира између 0,2 и 0,9 на милион људи. Међутим еланоми шаренице имају бољу прогнозу од  меланома увее.  Ови меланоми настају услед малигне пролиферације неуроектодермално добијених меланоцита строме шаренице, који замењују нормалну стромалну архитектуру шаренице. Код овог тумора постоје значајне контроверзе у вези са хистопатолошком класификацијом и малигним потенцијалом.

## Епидемиологија
Просечна старост пацијената са меланом шаренице варира између 45 и 65 година у различитим студијама (распон 10-89 година). Чешће је код мушкараца него код жена. Чини се да преваленција не варира у зависности од географске локације.
Стопе трансформације сумњивог невуса шаренице у меланом које су пријављене по деценијама износе 4% за 10 година и 11% за 20 година. У студији која је истраживала 3.680 тумора шаренице на основу старости пацијента у тренутку презентације, откривено је да су најчешћи специфичне дијагнозе у свим узрастима биле у:
- 42% невуси,
- 19% цисте пигментног епитела шаренице,
- 17% меланоми.

## Патофизиологија и етиологија
Већ постојећи невус је најчешће основа за настанак меланома шаренице; међутим, ови меланоми се могу развити де ново.
Епидемиолошке студије указују на то да високи нивои сунчевог ултраљубичастог Б (УВ-Б) зрачења играју улогу у патогенези меланома шаренице.
Губитак хромозома 3 и губитак хромозомског региона 9п21 (подразумева тумор супресорски ген ЦДКН2А ), има  улогу у настанку меланома шаренице.
Постоје докази да су особе са светлом кожом и бојом шаренице склоније меланому шаренице.

## Клиничка слика
Многи пацијенти са меланомом шаренице у анамнези имају невусе који постоји од детињства и који је изненада брзо расту. Ово може приметити пацијент или лекар током рутинског прегледа очију. 
Пацијенти се најчешће јављају због козметичких проблема, или ако осете бол изазван повећаним интраокуларним притиском или променом вида изазваним развојем катаракте.
Меланоми шаренице могу бити ограничени или дифузни. 
Ограничени меланоми
Ограничени меланоми имају нодуларни облик, а скоро 80% настаје у доњој половини шаренице. По редоследу јављања прво је захваћен доњи квадрант, затим темпорални, па назални и горњи. Меланоми се разликују  по величини, облику и клиничком понашању. Обично су жуте или смеђе боје са равном или заобљеном предњом контуром. Варијабилност пигментације (знак ћелијске хетерогености) је чешће повезана са малигном хистологијом, брзом прогресијом и лошом прогнозом.  Меланоми шаренице могу да расту напред у предњу очну комору или позади у задњу очну комору, где су обично ограничени сочивом и дају изглед „лавље шапе“ на ултразвучној биомикроскопији (УБМ).
Дифузни меланоми
Дифузни меланоми се појављују другачије од циркумкрибираних меланома, обично као једнострано тамна шареница (стечена хетерохромија) без фокалног задебљања.
Дифузни меланом такође може бити повезан са глаукомом, који има тенденцију да слабо реагује на медицински третман и узрокује озбиљно затварање диска и функционални губитак.  
Дифузни меланоми такође имају тенденцију да буду епителоидног типа ћелија и носе већи ризик од метастаза него ограничени меланоми. Удаљене метастазе се јављају код 13% пацијената са дифузним меланомом шаренице.
Општи знаци који указују на малигну трансформацију укључују брзи раст лезије и развој истакнутих крвних судова.
Прстенасти меланоми
Прстенасти меланоми обухватају више од две трећине угла и имају придружени глауком. Меланоми тапиоке су мултифокални чворови који се шире у предњу комору и могу бити повезани са глаукомом.

## Дијагноза
Дијагноза се поставља детаљним офталмолошким прегледом који укључује трансилуминацију и индиректни преглед са депресијом склере, који омогућава разликовање циста шаренице, примарних тумора шаренице и примарних меланома цилијарног тела.
Гониоскопија и ултразвучна биомикроскопија целог цилијарног тела се такође морају урадити да би се донеле било какве терапијске одлуке.
Према Шилдсу, критеријуми за клиничку дијагнозу меланома су следећи:
- Већи од 3 mm у пречнику и 1 mm у дебљини
- Замењује строму ириса
- Присутне су три од следећих 5 карактеристика: фотографска документација раста, секундарни глауком, секундарна катаракта , истакнута васкуларност или ектропион шаренице

Захваћеност цилијарног тела је повезана са већом инциденцом малигнитета. Медијална локација и дисперзија пигмента на шареници или угаоним структурама су повезани са растом тумора.

## Терапија
Медикаметозна терапија
Тебентафусп (Kimmtrak)  први је лек одобрен за лечење ХЛА-А*02:01-позитивних одраслих особа са нересектабилним или метастатским увеалним меланомом. 
Хируршка терапија
Генерално, секторска иридектомија се изводи за мале туморе, а иридоциклектомија се ради за лечење тумора који задиру у угао. Друге опције укључују радиотерапију са радиоактивним плаком (брахитерапију) или екстерно зрачење протонским снопом. Коначно, енуклеација може бити потребна за дифузно растуће туморе ако радиотерапија није могућа.
Третман избора за растуће лезије обично је била ексцизија. Током протеклих 30 година, напредак у микрохируршким техникама и опреми је побољшао приступ ирису и углу предње коморе и омогућио прецизнију ресекцију тумора са мање трауме ока и мање компликација.
Међутим, извештаји у литератури описују успешно лечење меланома шаренице брахитерапијом и зрачењем протонским снопом.
Ексцизија се препоручује ако лезија захваћа руб зенице и омета вид или ако се секундарни глауком не контролише лековима. Ексцизију треба размотрити ако лезија брзо расте или задире у угао коморе или ако узорак аспирационе биопсије са фином иглом показује малигну хистологију. Ексцизија мора бити потпуна – или секторска иридектомија или иридоциклектомија ако лезија задире у угао коморе.
Терапија зрачењем
Терапија зрачењем плака са паладијумом 103 (103Pd)  је коришћена за ове пацијенте. Прелиминарни резултати показују високу стопу успеха, при чему је најчешћа компликација формирање катаракте код више од 75% факичних пацијената.
Терапија протонским снопом је ефикасан третман за нересектабилне меланоме ириса. Главне компликације укључују катаракту и глауком.

## Компликације
Потенцијалне компликације меланома шаренице укључују следеће:
- Глауком, који је најчешће секундарни и може бити резултат неколико различитих механизама ( инвазија малигних ћелија у трабекуларну мрежу, смањени одлив очне воде због макрофага који уносе пигмент који блокирају очни угао, угао затварања, или неоваскуларизација
- Катаракта (обично секторска)
- Хифема
- Изобличење зенице
- Ектропион увее
- Метастазе
- Смрт

## Прогноза
Нелечени меланом дужице може довести до компликација као што су рекурентна хифема и глауком са иреверзибилним оштећењем оптичког нерва, због чега се обавезно мора размотрити лечење спорорастућег меланома шаренице како би се спречиле наведене компликације.